# اكسي مشغل صوتي رقمي
يُعد اكسي (بالإنجليزية: IXI)‏ أول مشغل صوتي رقمي في العالم، اخترعه رجل الأعمال البريطاني كين كرامر عام1979، قدم لبراءة الاختراع البريطانيّة ‏ عام 1981 فيما وُّقعت عام 1985 برقم براءة اختراع بريطانيّة GB2115996B.
لاحقاً حصل الجهاز على براءة اختراع أميركيّة برقم US4667088 عام 1987
أُصدرت اكسي بشكل مستطيل بحجم بطاقة الائتمان تحتوي على شاشة إل سي دي وأزرار التحكم والصوت، وتتألف من ذاكرة فقاعية للتخزين التسلسلي للبيانات الصوتية، خصوصاً تلك التي تم ترميزها رقمياً بعد أن كانت إشارات تشابهيّة. والتحكم ببيانات الدخل والخرج أي أنّه بإمكان الجهاز مسح جميع معلومات الذاكرة والكتابة عليها مرة أخرى.
صُممت أربعة نماذج أوليّة قبل أن يتم إطلاق المنتج الأولي، الذي طرح للعرض والبيع ضمن مهرجان رابطة خدمات التسجيل العالمي الذي عقد في ساحة إيرل في لندن.

## وصلات إضافية
- Original investor's report on the IXI from 1979 (PDF Format)